# Lagrand

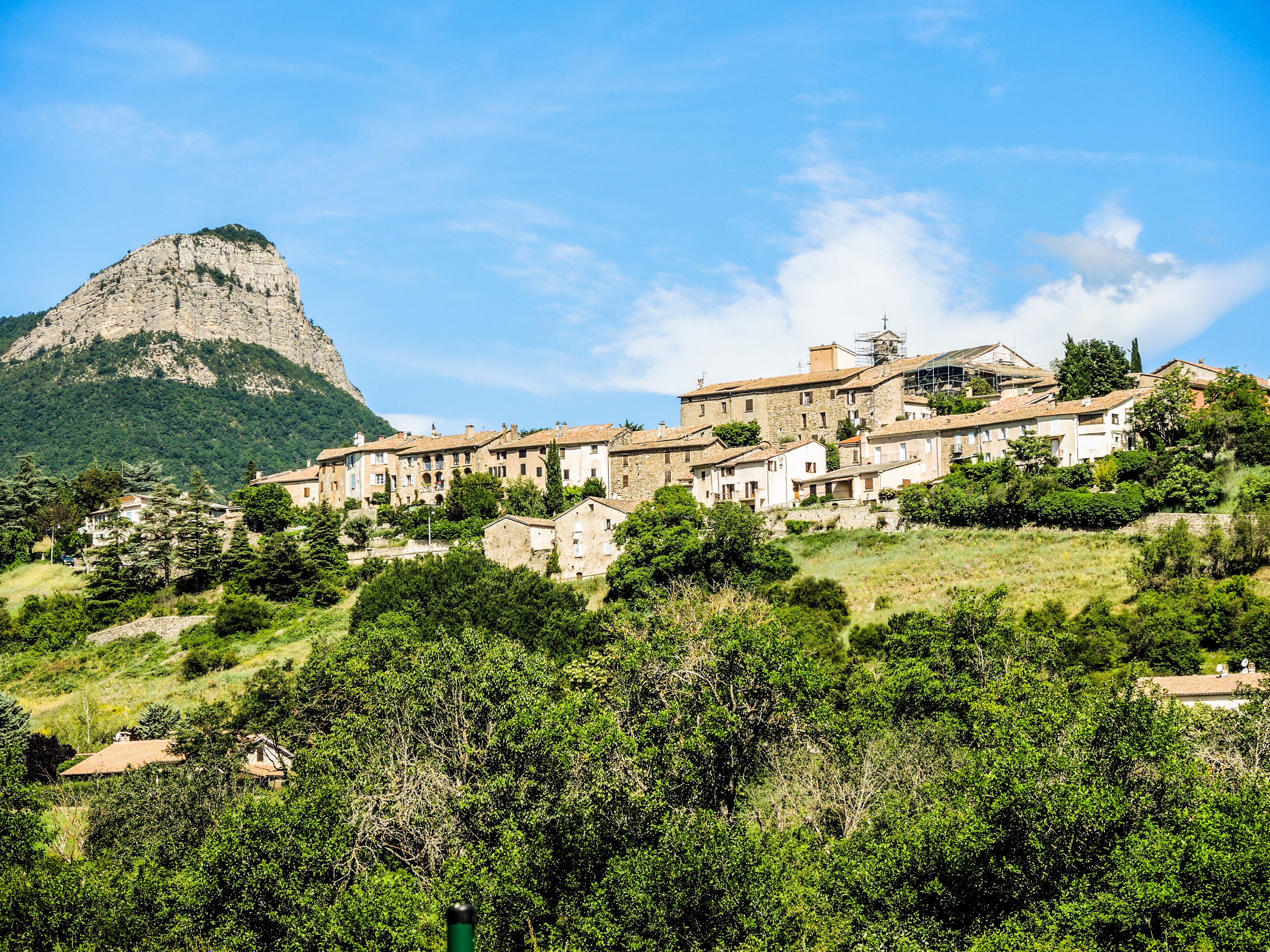
Lagrand, vu de la route de Saléon.

Lagrand est une ancienne commune française située dans le département des Hautes-Alpes en région Provence-Alpes-Côte d'Azur, devenue, le 1er janvier 2016, une commune déléguée de la commune nouvelle de Garde-Colombe.
La commune fait partie du Parc naturel des Baronnies provençales créé en 2014.

## Géographie
Le village se situe à environ 7 kilomètres de Laragne-Montéglin et du village d'Orpierre. Perché sur un plateau, le village surplombe le hameau de Pont Lagrand qui fait partie de sa commune. On y accède via la route départementale 1075 (nouvelle dénomination de la RN75).

## Toponymie
Le nom de la localité est attesté sous la forme latine Agraciani au VIIIe siècle, en 739; Sancta Maria Grandis en 1177, Beata Marin Grandis en 1251, Beata Maria Aregrandis en 1252, Castrum Aregrandis en 1298, Areagrandis en 1336, Aragrandis au XIVe siècle, Agreanis en 1431, Lagrand en 1516.

## Histoire
Le village abrite une foire aux dindes chaque année le 9 septembre, et ce depuis près de 8 siècles. Le village abrite aussi un village vacances familles (VVF) qui anime le village surtout en été. Le 14 juillet, le village organise « la fête du pain », qui anime petits et grands.

## Politique et administration
| Période                                  | Période   | Identité         | Étiquette   | Qualité                                                                 |
| ---------------------------------------- | --------- | ---------------- | ----------- | ----------------------------------------------------------------------- |
| Les données manquantes sont à compléter. |           |                  |             |                                                                         |
| 1953                                     | mars 2001 | Armand Barniaudy | CD puis UDF | Député (1959-1967), Conseiller général du canton d'Orpierre (1964-1969) |
| mars 2001                                | 2014      | Marc Michel      |             |                                                                         |
| mars 2014                                | 2016      | Edmond Francou   | SE          | Retraité                                                                |

## Démographie
L'évolution du nombre d'habitants est connue à travers les recensements de la population effectués dans la commune depuis 1793. À partir du 1er janvier 2009, les populations légales des communes sont publiées annuellement dans le cadre d'un recensement qui repose désormais sur une collecte d'information annuelle, concernant successivement tous les territoires communaux au cours d'une période de cinq ans. 
Pour les communes de moins de 10 000 habitants, une enquête de recensement portant sur toute la population est réalisée tous les cinq ans, les populations légales des années intermédiaires étant quant à elles estimées par interpolation ou extrapolation. Pour la commune, le premier recensement exhaustif entrant dans le cadre du nouveau dispositif a été réalisé en 2004,.
En 2013, la commune comptait 266 habitants, en évolution de −5 % par rapport à 2008 (Hautes-Alpes : +2,98 %, France hors Mayotte : +2,49 %).
| 1793 | 1800 | 1806 | 1821 | 1831 | 1836 | 1841 | 1846 | 1851 |
| ---- | ---- | ---- | ---- | ---- | ---- | ---- | ---- | ---- |
| 288  | 238  | 294  | 240  | 243  | 240  | 249  | 224  | 223  |

| 1856 | 1861 | 1866 | 1872 | 1876 | 1881 | 1886 | 1891 | 1896 |
| ---- | ---- | ---- | ---- | ---- | ---- | ---- | ---- | ---- |
| 234  | 217  | 211  | 200  | 206  | 198  | 168  | 217  | 193  |

| 1901 | 1906 | 1911 | 1921 | 1926 | 1931 | 1936 | 1946 | 1954 |
| ---- | ---- | ---- | ---- | ---- | ---- | ---- | ---- | ---- |
| 174  | 163  | 177  | 170  | 170  | 167  | 196  | 170  | 192  |

| 1962 | 1968 | 1975 | 1982 | 1990 | 1999 | 2004 | 2009 | 2013 |
| ---- | ---- | ---- | ---- | ---- | ---- | ---- | ---- | ---- |
| 230  | 230  | 229  | 212  | 221  | 268  | 304  | 273  | 266  |

## Culture locale et patrimoine

### Lieux et monuments

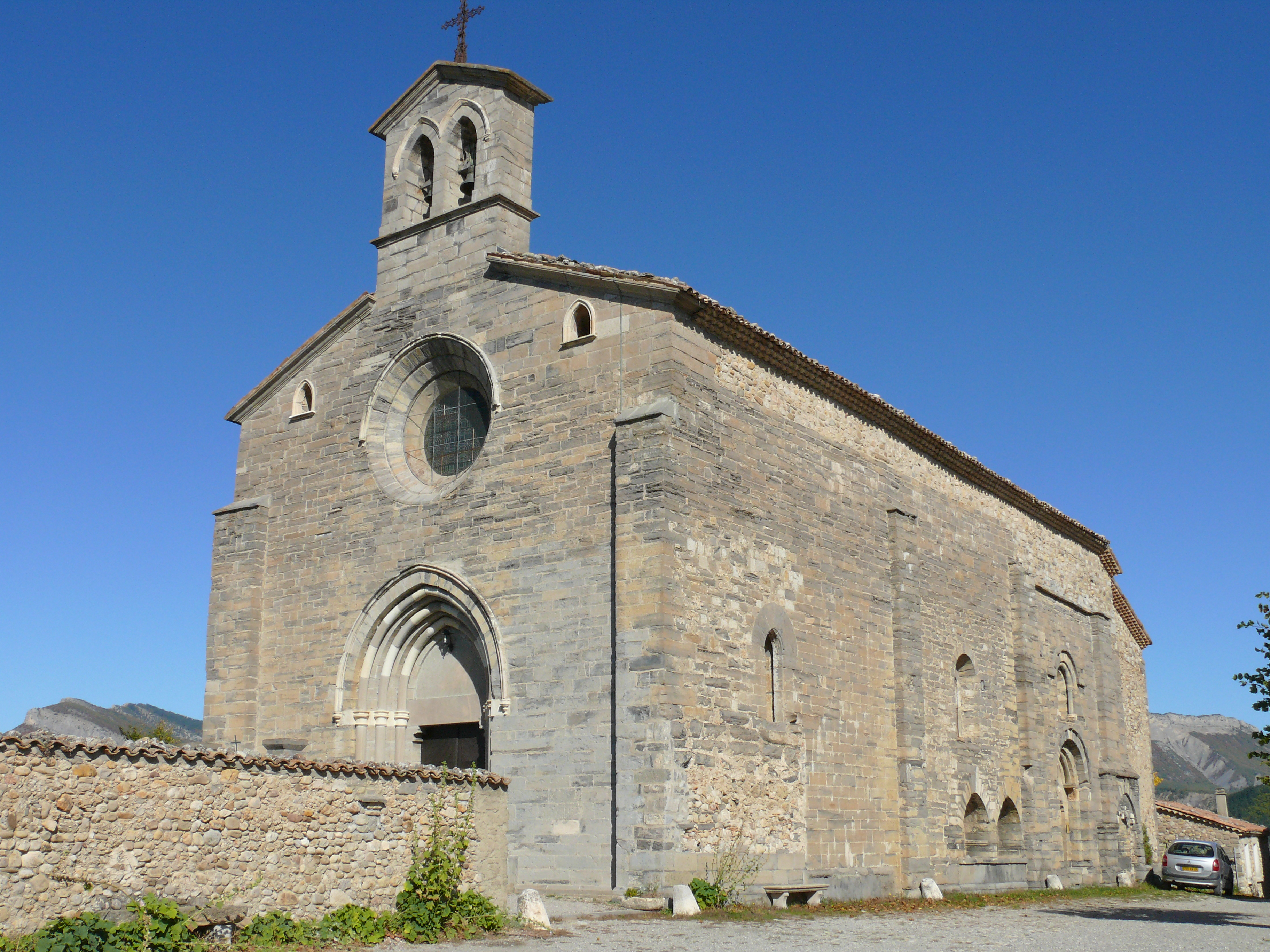
Église de Lagrand

- Église de la Nativité-de-Notre-Dame, église romane du XIIe siècle, classée monument historique en 1931 et 1933. Lagrand est un vieux village, chaque bâtiment a une histoire, par exemple, l'auberge de Lagrand était une école pendant très longtemps avant de se diviser en deux et de devenir une auberge/restaurant et la salle d'animations du vvf (village vacances familles). Le village abrite aussi un ancien four à pain, qui est utilisé et ouvert au public notamment pendant la « fête du pain » (voir ci-dessus partie "histoire").
- Le Village Vacance de Lagrand "Le village" a été construit en deux phases de 10 gîtes chacun en 1961 et 1962 par l'architecte Jean Percillier[8]. Cet architecte est également à l'origine des VVFs d'Anglet en 1969 et de Capbreton en 1970.

### Personnalités liées à la commune
Armand Barniaudy : maire et député de la commune

### Héraldique
| Blason de Lagrand | Blason  | Écartelé : au 1er d'argent à la croix alésée, potencée de gueules cantonnée de quatre croisettes du même, au 2e d'or au dauphin d'azur, barbé, crêté, oreillé, lorré et peautré de gueules, au 3e de sinople à la montagne d'argent mouvant de la pointe, senestrée d'une plume d'or, au 4e de gueules à la tête de crosse d'or.      |
| Blason de Lagrand | Détails | Au 1er quartier, la croix du saint Sépulcre rappelle que l'église locale est placée sous son obédience. Le 2e évoque le Dauphiné auquel appartient la commune. Le 3e représente la montagne de Garde, la plume symbolisant la foire aux dindes. Le dernier évoque l'ancien prieuré du XIe siècle. Adopté par la municipalité en 2013. |